# Eduard Petzold
Carl Eduard Adolph Petzold (Lubniewice, Polonia, 14 de enero de 1815 - 10 de agosto de 1891) fue un paisajista y naturalista alemán.

## Vida
Su padre era un párroco que había sido asignado a la parroquia de Muskau en 1826. Petzold asistió a la escuela en Muskau por dos años, pasando luego a estudiar en la escuela latina de Halle (Saale) entre 1828 y 1831. En 1831 regresa a Muskau donde se convierte en aprendiz de jardinería de Hermann von Pückler-Muskau, que tuvo gran influencia en su vida y trabajos. Su carrera fue fomentada por el jardinero de la corte (más tarde superintendente del Parque de Muskau) Jacob Heinrich Rehder.
Entre 1835 y 1838 creó su primer parque en Matzdorf. Sus primeros trabajos le permitieron hacer amplios viajes para poder visitar y estudiar otros parques y jardines. Entre 1844 y 1852 fue jardinero de la corte en el Gran Ducado de Weimar, al cuidado del parque de Ettersberg y otras propiedades ducales. En 1852 el nuevo terrateniente de Muskau, el príncipe holandés Wilhelm Friedrich Karl von Oranien-Nassau lo nombró superintendente del Parque de Muskau y simultáneamente "Inspector de Parques" de Holanda, puestos que ejerció hasta 1872.
Petzold creó un total de 174 parques y jardines en Sajonia, Turingia, Silesia, Prusia, Bohemia y Brandeburgo, además de Holanda, Bulgaria y Turquía. En sus creaciones Petzold continuó el desarrollo de las ideas de Hermann von Pückler-Muskau. En 1874 publicó un tratado de jardinería titulado "Fürst Hermann von Pückler-Muskau in seiner Bedeutung für die bildende Gartenkunst" ("El significado del príncipe Hermann von Pückler-Muskau en el arte del paisajismo"), honrando así la memoria de su maestro. Una placa en el "Castillo Viejo" de Bad Muskau recuerda su memoria.

## Obra
Petzold creó 174 parques y jardines, especialmente en castillos y casas solariegas, en el Imperio alemán (como Silesia, Turingia, Sajonia, Prusia Occidental, Brandeburgo), y también en el Imperio austrohúngaro, en los Países Bajos, en la Polonia del Congreso, en el Reino de Bulgaria, y en el Imperio otomano. Publicó frecuentemente folletos y artículos de la especialidad, así como libros sobre su arte y biografías de paisajistas, especialmente del príncipe von Pückler-Muskau, en 1874.
- 1844, parque del castillo de Ettersburg
- 1846-1850, parque del castillo de Tiefurt, al nordeste de Weimar
- 1847, partes oeste y norte del parque del castillo de Altenstein
- 1863, parque de Zypendaal en Arnhem
- 1864, castillo de Salaberg en Haag, en Baja Austria
- 1864, parque del castillo de Beyernaumburg
- 1866, agrandamiento del parque de Brühl en Quedlinburg
- Años 1860, parque del castillo de Wilhelmsthal en Eckardtshausen (Marksuhl), cerca de Eisenach
- 1869, dominio de Bingerlen en Güeldres
- 1878, parque del castillo de Middachten en De Steeg, Rheden
- 1885-1891, parque del castillo de Twickel en Delden

## Honores

### Eponimia
- (Rosaceae) Amygdalus petzoldii (K.Koch) Ricker[1]

- (Rosaceae) Prunus triloba Lindl. f. petzoldii (K.Koch) Q.L.Wang[2]

- La abreviatura «Petz.» se emplea para indicar a Eduard Petzold como autoridad en la descripción y clasificación científica de los vegetales.[3]

Se registran 24 identificaciones y nombramientos de nuevas especies, en especial de la familia Fagaceae.